# Décès en janvier 2007
Décès
- 2003
- 2004
- 2005
- 2006
- 2007
- 2008
- 2009
- 2010
- 2011

Pour une information complémentaire, voir la page d'aide.

| Date        | Nom                             | Activités | Âge | Source |
| ----------- | ------------------------------- | --- | --- | ------ |
| 1er janvier | Thierry Bacconnier              | Footballeur français. | 43  |        |
| 1er janvier | Joseph Badet                    | écrivain suisse. | 92  |        |
| 1er janvier | A.I. Bezzerides                 | Scénariste et acteur américain. | 98  |        |
| 1er janvier | Tiberio Colantuoni              | Dessinateur de bande dessinée italien. | 71  |        |
| 1er janvier | Werner Hollweg                  | Ténor allemand. | 70  |        |
| 1er janvier | Kemal Kolenovic                 | Boxeur monténégrin. | 28  |        |
| 1er janvier | Ernie Koy                       | Joueur américain de baseball. | 97  |        |
| 1er janvier | Tillie Olsen                    | Écrivain américaine. | 94  |        |
| 1er janvier | Del Reeves                      | Chanteur de musique country américain. | 74  |        |
| 1er janvier | Darrent Williams                | Joueur américain de football U.S.. | 24  |        |
| 2 janvier   | Teddy Kollek                    | Homme politique israélien. Maire de Jérusalem de 1965 à 1993.                                                                                             | 95  |        |
| 2 janvier   | Primož Lorenz                   | Pianiste slovène. | 64  |        |
| 2 janvier   | Don Massengale                  | Golfeur américain. | 69  |        |
| 2 janvier   | Georges Vitaly                  | Comédien et metteur en scène français. | 89  |        |
| 3 janvier   | Rolland Ehrhardt                | Footballeur français. | 65  |        |
| 3 janvier   | Janos Fürst                     | Chef d'orchestre hongrois. | 71  |        |
| 3 janvier   | William Verity Jr.              | Homme politique américain. Secrétaire d'État au Commerce de 1987 à 1989.                                                                                  | 89  |        |
| 3 janvier   | Benedykta Mackielo              | Doyenne des Polonais. | 113 |        |
| 3 janvier   | Paek Nam-sun                    | Homme politique nord-coréen. Ministre des Affaires étrangères depuis septembre 1998.                                                                      | 77  |        |
| 3 janvier   | Earl Reibel                     | Joueur canadien de hockey sur glace. | 76  |        |
| 4 janvier   | André Sarazin de Haes           | Écrivain et historien français. | 73  |        |
| 4 janvier   | Sandro Salvadore                | Footballeur italien. | 67  |        |
| 4 janvier   | Marais Viljoen                  | Président de l’Afrique du Sud de 1979 à 1984. | 91  |        |
| 5 janvier   | Momofuku Ando                   | Inventeur taïwanais de la version moderne des nouilles instantanées.                                                                                      | 96  |        |
| 5 janvier   | Gaston Rebry                    | Cycliste belge. | 74  |        |
| 5 janvier   | Edmond Robillard                | Écrivain canadien. | 90  |        |
| 6 janvier   | Frédéric Etsou Nzabi Bamungwabi | Cardinal congolais depuis 1991 et archevêque de Kinshasa depuis la même année.                                                                            | 76  |        |
| 6 janvier   | Yvon Durelle                    | Boxeur canadien. | 77  |        |
| 6 janvier   | Daisy de Galard                 | Journaliste et productrice de télévision française. | 77  |        |
| 6 janvier   | Charmion King                   | Actrice canadienne. | 81  |        |
| 8 janvier   | Moulay Mustapha Belarbi Alaoui  | Homme politique marocain. Ministre de la Justice de 1981 à 1993.                                                                                          | 84  |        |
| 8 janvier   | Yvonne De Carlo                 | Actrice américaine. | 84  |        |
| 8 janvier   | Francis Cockfield               | Homme politique britannique. Vice-président de la Commission européenne de 1985 à 1989.                                                                   | 90  |        |
| 8 janvier   | Pierre Fichet                   | Peintre français. | 79  |        |
| 8 janvier   | Iwao Takamoto                   | Réalisateur japonais. | 81  |        |
| 8 janvier   | Jozef Wagner                    | Footballeur belge. | 92  |        |
| 9 janvier   | Ion Dincă                       | Général et homme politique roumain. Maire de Bucarest de 1976 à 1979 et vice-premier ministre de 1979 à 1989.                                             | 79  |        |
| 9 janvier   | Yelena Petushkova               | Athlète russe. | 66  |        |
| 9 janvier   | Pierre Pierlot                  | Musicien français. | 85  |        |
| 9 janvier   | Elmer Symons                    | Pilote motocycliste sud-africain. | 29  |        |
| 9 janvier   | Jean-Pierre Vernant             | Philosophe et historien helléniste français. Professeur honoraire au Collège de France, il lutta contre la mort programmée des langues anciennes.         | 93  |        |
| 10 janvier  | Ray Beck                        | Footballeur américain. | 75  |        |
| 10 janvier  | Carlo Ponti                     | Producteur de cinéma italien. | 94  |        |
| 11 janvier  | Solveig Dommartin               | Actrice française. | 48  |        |
| 11 janvier  | Kéba Mbaye                      | Juriste sénégalais. Vice-président de la Cour pénale internationale de 1981 à 1990. Président du Tribunal arbitral du sport, ancien vice-président du CIO | 82  |        |
| 11 janvier  | Robert Anton Wilson             | Ecrivain américain. | 74  |        |
| 11 janvier  | Fesshaye Yohannes               | Journaliste et écrivain érythréen, mort en prison. | 48  |        |
| 12 janvier  | Alice Coltrane                  | Pianiste et compositrice de jazz américaine. | 69  |        |
| 12 janvier  | Stephen Gilbert                 | Peintre et sculpteur britannique. | 97  |        |
| 12 janvier  | Arnold Stékoffer                | Peintre et sculpteur suisse. | 68  |        |
| 12 janvier  | Larry Stewart                   | Philanthrope américain. | 58  |        |
| 13 janvier  | Michael Brecker                 | Saxophoniste de jazz américain. | 57  |        |
| 13 janvier  | Mostefa Lacheraf                | Homme politique et de lettres algérien. Ministre de l'Éducation nationale de 1977 à 1978.                                                                 | 90  |        |
| 13 janvier  | Henri-Jean Martin               | Historien français. | 82  |        |
| 13 janvier  | Augustin Diamacoune Senghor     | Chef historique du Mouvement des forces démocratiques de Casamance (MFDC, rébellion sénégalaise)                                                          | 78  |        |
| 14 janvier  | Darlene Conley                  | Actrice américaine. | 72  |        |
| 14 janvier  | Vassílis Fotópoulos             | Peintre et scénographe grec. | 72  |        |
| 14 janvier  | Jean-Paul Lapointe              | Peintre canadien. | 71  |        |
| 15 janvier  | Barzan Al-Tikriti               | Ancien chef des services de renseignement irakien. Demi-frère de Saddam Hussein.                                                                          | 55  |        |
| 15 janvier  | Guy Parigot                     | Comédien et metteur en scène français. | 83  |        |
| 15 janvier  | André Ramseyer                  | Sculpteur suisse. | 92  |        |
| 15 janvier  | David Vanole                    | Footballeur américain. | 43  |        |
| 15 janvier  | Bo Yibo                         | Homme politique chinois. | 98  |        |
| 16 janvier  | Ron Carey                       | Acteur américain. | 71  |        |
| 16 janvier  | Rudolf-August Oetker            | Homme d'affaires allemand. 61e fortune mondiale. | 90  |        |
| 16 janvier  | René Riffaud                    | L'un des quatre derniers poilus. | 108 |        |
| 16 janvier  | Yuri Shtern                     | Homme politique israélien. | 57  |        |
| 16 janvier  | Marc Vilrouge                   | Romancier français. | 35  |        |
| 17 janvier  | Art Buchwald                    | Humoriste américain. | 81  |        |
| 18 janvier  | Geneviève Baudino               | féministe grenobloise | 81  |        |
| 19 janvier  | Julie Winnefred Bertrand        | Doyenne mondiale des femmes et 2e personne la plus âgée de l’humanité.                                                                                    | 115 |        |
| 19 janvier  | Bam Bam Bigelow                 | Acteur et catcheur américain. | 45  |        |
| 19 janvier  | Hrant Dink                      | Journaliste et écrivain turc. | 52  |        |
| 19 janvier  | Denny Doherty                   | Acteur et compositeur canadien. | 66  |        |
| 20 janvier  | Éric Aubijoux                   | Pilote motocycliste français. | 42  |        |
| 20 janvier  | George Smathers                 | Homme politique américain. Sénateur de Floride de 1951 à 1969.                                                                                            | 93  |        |
| 20 janvier  | Ali de Vries                    | Athlète néerlandaise. | 92  |        |
| 21 janvier  | Maria Cioncan                   | Athlète roumaine, spécialiste du demi-fond. Médaille de bronze du 1 500 m. aux JO d'Athènes (2004).                                                       | 29  |        |
| 22 janvier  | Serge Essaian                   | Peintre, sculpteur et scénographe français d'origine russe.                                                                                               | 67  |        |
| 22 janvier  | Emmanuel de Graffenried         | Pilote de Formule 1 suisse. | 92  |        |
| 22 janvier  | Siegfried Kessler               | Pianiste de jazz allemand. | 71  |        |
| 22 janvier  | Elizaphan Ntakirutimana         | pasteur de l'Église adventiste du septième jour du Rwanda                                                                                                 | 83  |        |
| 22 janvier  | Abbé Pierre                     | Prêtre français, fondateur des Compagnons d'Emmaüs. | 94  |        |
| 22 janvier  | Liz Renay                       | Actrice américaine. | 80  |        |
| 22 janvier  | Ramón Marsal Ribó               | Footballeur espagnol. | 72  |        |
| 23 janvier  | Marie-Rose Armesto              | Journaliste et reporter belge. | 46  |        |
| 23 janvier  | Howard Hunt                     | écrivain et ancien espion américain. | 88  |        |
| 23 janvier  | Ryszard Kapuściński             | Journaliste polonais. | 74  |        |
| 23 janvier  | Roland Mazoin                   | Homme politique français. Député PCF de la Haute-Vienne de 1981 à 1986.                                                                                   | 77  |        |
| 23 janvier  | Leopoldo Pirelli                | Industriel italien. | 81  |        |
| 24 janvier  | Pierre Cabanne                  | Journaliste et écrivain français. | 85  |        |
| 24 janvier  | İsmail Cem                      | Homme politique turc. Ministre des Affaires étrangères de 1997 à 2002.                                                                                    | 67  |        |
| 24 janvier  | Jean-François Deniau            | Homme politique, ancien ministre, écrivain, académicien et navigateur français.                                                                           | 78  |        |
| 24 janvier  | Adolf Frohner                   | Peintre autrichien. | 72  |        |
| 24 janvier  | Wolfgang Iser                   | Littéraire allemand. | 80  |        |
| 24 janvier  | Guadalupe Larriva               | Femme politique équatorienne. Ministre de la Défense depuis le 15 janvier 2007.                                                                           | 50  |        |
| 24 janvier  | Emiliano Mercado del Toro       | Doyen de l'humanité et vétéran de la Première Guerre mondiale.                                                                                            | 115 |        |
| 26 janvier  | Charles Brunier                 | Centenaire français. | 105 |        |
| 26 janvier  | Jean Ichbiah                    | Inventeur français. | 66  |        |
| 26 janvier  | Hans Wegner                     | Designer danois. | 92  |        |
| 26 janvier  | Gump Worsley                    | Joueur de hockey sur glace canadien. | 77  |        |
| 27 janvier  | Trevor Allan                    | Joueur australien de rugby à XV. | 80  |        |
| 27 janvier  | Marcheline Bertrand             | Actrice Canado-franco-américaine. Mère de l'actrice américaine Angelina Jolie.                                                                            | 56  |        |
| 27 janvier  | Paul Channon                    | Homme politique britannique. Ministre des Arts de 1979 à 1981, du Commerce et de l'Industrie de 1986 à 1987 et des Transports de 1987 à 1989.             | 71  |        |
| 27 janvier  | Yang Chuan-kwang                | Athlète taïwanais. | 74  |        |
| 27 janvier  | Herbert Reinecker               | Réalisateur allemand. (Inspecteur Derrick) | 92  |        |
| 28 janvier  | Iván Boszormenyi-Nagy           | Psychiatre hongrois-américain. | 86  |        |
| 28 janvier  | Carlo Clerici                   | Cycliste suisse. | 77  |        |
| 28 janvier  | Robert Drinan                   | Jésuite américain qui fut également avocat et homme politique.                                                                                            | 86  |        |
| 28 janvier  | Philippe Lacoue-Labarthe        | Philosophe français. | 66  |        |
| 28 janvier  | Yelena Romanova                 | Athlète russe. | 43  |        |
| 28 janvier  | Karel Svoboda                   | Compositeur tchèque. Auteur entre autres de la musique de la série télévisée Maya l'abeille.                                                              | 68  |        |
| 28 janvier  | Emma Tillman                    | doyenne de l'humanité. | 114 |        |
| 29 janvier  | Michel Bouillot                 | Peintre, dessinateur, sculpteur et écrivain français. | 77  |        |
| 29 janvier  | Laurence Boulay                 | Claveciniste et musicologue française | 82  |        |
| 29 janvier  | Art Fowler                      | Joueur américain de baseball. | 84  |        |
| 29 janvier  | Michel Germa                    | Homme politique français. | 77  |        |
| 29 janvier  | Didier Lefèvre                  | Photographe français. | 50  |        |
| 30 janvier  | Gheorghe Crăciun                | Écrivain roumain. | 56  |        |
| 30 janvier  | Jean Laborde                    | Journaliste et écrivain français. | 88  |        |
| 30 janvier  | Jean-Marie Poirier              | Homme politique français. Député UDR du Val-de-Marne de 1967 à 1973, sénateur UDF de 1995 à 2004.                                                         | 76  |        |
| 30 janvier  | Sidney Sheldon                  | Romancier américain. Créateur de la série Pour l'amour du risque.                                                                                         | 89  |        |